# NGC 13
NGC 13 (другие обозначения — UGC 77, MCG 5-1-34, ZWG 498.81, ZWG 499.53, PGC 650) — спиральная галактика (Sab) в созвездии Андромеды. Находится на расстоянии около 59,4 Мпк (194 млн световых лет) от нас. 
Этот объект входит в число перечисленных в оригинальной редакции «Нового общего каталога» (NGC).
Галактика была открыта английским астрономом Уильямом Гершелем 26 ноября 1790.
Объект описан в NGC как «очень тусклый, очень маленький, маленькая звезда + туманность». Нужен по крайней мере 10-дюймовый телескоп, чтобы увидеть эту галактику на фоне тёмного неба. NGC 20 и NGC 29 находятся в пределах той же самой области неба, и все они — внутри круга радиусом 0,5° от звезды с блеском 7,1m.
Входит в юго-западное расширение сверхскопления Персея-Рыб.